# Lundia (botanica)
Lundia DC., 1838 è un genere di piante della famiglia delle Bignoniaceae che comprende tredici specie di alberi.

## Descrizione
Sono piante a portamento di liana con xilema a quattro cunei. Le foglie sono a 2-3 segmenti con viticci semplici o trifidi. Hanno un'infiorescenza composta ascellare o terminale e calice a cappuccio o bilabiato.
I fiori hanno una corolla diritta tubulare, campanulata, membranosa oppure coriacea, colorata da bianco a magenta e con superficie villosa.
Presenta capsule oblungo-lineari, piatte oppure legnose con nervi mediani e superficie liscia.

## Distribuzione e habitat
Diffuse dal Guatemala al Brasile e Bolivia.

## Tassonomia
Il genere comprende le seguenti specie:
- Lundia cordata (Vell.) DC.
- Lundia corymbifera (Vahl) Sandwith
- Lundia damazii C.DC.
- Lundia densiflora DC.
- Lundia gardneri Sandwith
- Lundia glazioviana Kraenzl.
- Lundia helicocalyx A.H.Gentry
- Lundia neolonga L.G.Lohmann
- Lundia obliqua Sond.
- Lundia puberula Pittier
- Lundia spruceana Bureau
- Lundia triphylla (L.) L.G.Lohmann
- Lundia virginalis DC.